# Chinese Basketball Association 2013-14
La Chinese Basketball Association 2013-14 fue la decimonovena edición de la CBA, la primera división del baloncesto profesional de China. Los campeones fueron los Beijing Ducks, que lograba su segundo título, derrotando en las finales a los Xinjiang Flying Tigers.

## Política de jugadores extranjeros
Todos los equipos a excepción de los Bayi Rockets tenían la opción de contar con dos jugadores extranjeros. Los últimos cuatro de la temporada anterior (a excepción de Bayi) pudieron contratar además un jugador extra asiático.

### Lista de jugadores extranjeros
| Equipo                    | Jugador 1                      | Jugador 2                    | Jugador de Asia       |
| ------------------------- | ------------------------------ | ---------------------------- | --------------------- |
| Bayi Rockets              | -                              | -                            | -                     |
| Beijing Ducks             | Stephon Marbury Damien Wilkins | Randolph Morris              | -                     |
| Dongguan Leopards         | Bobby Brown                    | Donté Greene                 | -                     |
| Foshan Dralions           | Gerald Fitch                   | Shavlik Randolph             | -                     |
| Fujian Sturgeons          | Delonte West                   | Will McDonald                | Samad Nikkhah Bahrami |
| Guangdong Southern Tigers | Khalif Wyatt Royal Ivey        | Josh Powell                  | -                     |
| Jiangsu Dragons           | Marcus Haislip                 | Jackson Vroman               | -                     |
| Jilin Northeast Tigers    | Leon Rodgers                   | Denzel Bowles                | Sam Daghles           |
| Liaoning Flying Leopards  | Dominique Jones                | Hakim Warrick                | -                     |
| Qingdao Eagles            | Peter John Ramos               | Josh Akognon                 | Sani Sakakini         |
| Shandong Lions            | Eugene Jeter                   | Donnell Harvey               | -                     |
| Shanghai Sharks           | Darnell Jackson                | Quincy Douby                 | -                     |
| Shanxi Brave Dragons      | Charles Gaines                 | Marcus Williams              | -                     |
| Sichuan Blue Whales       | Michael Efevberha              | D. J. White                  | Hamed Haddadi         |
| Tianjin Golden Lions      | Sebastian Telfair              | Shelden Williams             | Zaid Abbas            |
| Xinjiang Flying Tigers    | Lester Hudson                  | James Singleton Reggie Okosa | -                     |
| Zhejiang Golden Bulls     | Ivan Johnson                   | Dewarick Spencer             | -                     |
| Zhejiang Lions            | Jonathan Gibson                | Chris Johnson                | -                     |

## Temporada regular
| #  | Temporada 2013–14 de la CBA | Temporada 2013–14 de la CBA | Temporada 2013–14 de la CBA | Temporada 2013–14 de la CBA | Temporada 2013–14 de la CBA | Temporada 2013–14 de la CBA | Temporada 2013–14 de la CBA | Temporada 2013–14 de la CBA |
| #  | Equipo                      | G                           | P                           | %                           | PD                          | Casa                        | Fuera                       | Desempate                   |
| -- | --------------------------- | --------------------------- | --------------------------- | --------------------------- | --------------------------- | --------------------------- | --------------------------- | --------------------------- |
| 1  | Guangdong Southern Tigers   | 30                          | 4                           | .882                        | -                           | 15–2                        | 15–2                        |                             |
| 2  | Xinjiang Flying Tigers      | 26                          | 8                           | .765                        | 4                           | 16–1                        | 10–7                        |                             |
| 3  | Dongguan Leopards           | 25                          | 9                           | .735                        | 5                           | 15–2                        | 10–7                        |                             |
| 4  | Beijing Ducks               | 23                          | 11                          | .676                        | 7                           | 15–2                        | 8–9                         |                             |
| 5  | Zhejiang Lions              | 21                          | 13                          | .618                        | 9                           | 14–3                        | 7–10                        |                             |
| 6  | Tianjin Golden Lions        | 20                          | 14                          | .588                        | 10                          | 15–2                        | 5–12                        | TJ 3-1 LN 2-2 SH 1-3        |
| 7  | Liaoning Dinosaurs          | 20                          | 14                          | .588                        | 10                          | 14–3                        | 6–11                        | TJ 3-1 LN 2-2 SH 1-3        |
| 8  | Shanghai Sharks             | 20                          | 14                          | .588                        | 10                          | 14–3                        | 6–11                        | TJ 3-1 LN 2-2 SH 1-3        |
|    |                             |                             |                             |                             |                             |                             |                             |                             |
| 9  | Shandong Lions              | 19                          | 15                          | .559                        | 11                          | 13–4                        | 6–11                        |                             |
| 10 | Fujian Sturgeons            | 16                          | 18                          | .471                        | 14                          | 12–5                        | 4–13                        |                             |
| 11 | Jiangsu Dragons             | 15                          | 19                          | .441                        | 15                          | 10–7                        | 5–12                        |                             |
| 12 | Sichuan Blue Whales         | 14                          | 20                          | .412                        | 16                          | 10–7                        | 4–13                        |                             |
| 13 | Zhejiang Golden Bulls       | 13                          | 21                          | .382                        | 17                          | 11–6                        | 2–15                        |                             |
| 14 | Jilin Northeast Tigers      | 12                          | 22                          | .353                        | 18                          | 11–6                        | 1–16                        |                             |
| 15 | Foshan Dralions             | 11                          | 23                          | .324                        | 19                          | 5–12                        | 6–11                        |                             |
| 16 | Shanxi Brave Dragons        | 10                          | 24                          | .294                        | 20                          | 8–9                         | 2–15                        |                             |
| 17 | Bayi Rockets                | 6                           | 28                          | .176                        | 24                          | 6–11                        | 0–17                        |                             |
| 18 | Qingdao Eagles              | 5                           | 29                          | .147                        | 25                          | 3–14                        | 2–15                        |                             |

|  | Los 8 primeros acceden a los Playoffs |

## Playoffs
|  | Cuartos de final | Cuartos de final          | Cuartos de final |                        |   | Semifinales               | Semifinales   | Semifinales   |  |   | Finales       | Finales       | Finales       |  |
|  | Al mejor de 5    | Al mejor de 5             | Al mejor de 5    |                        |   | Al mejor de 5             | Al mejor de 5 | Al mejor de 5 |  |   | Al mejor de 7 | Al mejor de 7 | Al mejor de 7 |  |
|  |                  |                           |                  |                        |   |                           |               |               |  |   |               |               |               |  |
|  |                  |                           |                  |                        |   |                           |               |               |  |   |               |               |               |  |
|  | 1                | Guangdong Southern Tigers | 3                |                        |   |                           |               |               |  |   |               |               |               |  |
|  | 1                | Guangdong Southern Tigers | 3                |                        |   |                           |               |               |  |   |               |               |               |  |
|  | 8                | Shanghai Sharks           | 0                |                        |   |                           |               |               |  |   |               |               |               |  |
|  | 8                | Shanghai Sharks           | 0                |                        | 1 | Guangdong Southern Tigers | 2             |               |  |   |               |               |               |  |
|  |                  |                           |                  |                        | 1 | Guangdong Southern Tigers | 2             |               |  |   |               |               |               |  |
|  |                  |                           | 4                | Beijing Ducks          | 3 |                           |               |               |  |   |               |               |               |  |
|  | 4                | Beijing Ducks             | 4                | Beijing Ducks          | 3 | 3                         |               |               |  |   |               |               |               |  |
|  | 4                | Beijing Ducks             |                  |                        |   |                           |               |               |  |   |               |               |               |  |
|  | 5                | Zhejiang Lions            | 1                |                        |   |                           |               |               |  |   |               |               |               |  |
|  | 5                | Zhejiang Lions            | 1                |                        |   |                           |               |               |  | 4 | Beijing Ducks | 4             |               |  |
|  |                  |                           |                  |                        |   |                           |               |               |  | 4 | Beijing Ducks | 4             |               |  |
|  |                  |                           | 2                | Xinjiang Flying Tigers | 2 |                           |               |               |  |   |               |               |               |  |
|  | 2                | Xinjiang Flying Tigers    | 2                | Xinjiang Flying Tigers | 2 | 3                         |               |               |  |   |               |               |               |  |
|  | 2                | Xinjiang Flying Tigers    |                  |                        |   |                           |               |               |  |   |               |               |               |  |
|  | 7                | Liaoning Flying Leopards  | 1                |                        |   |                           |               |               |  |   |               |               |               |  |
|  | 7                | Liaoning Flying Leopards  | 1                |                        | 2 | Xinjiang Flying Tigers    | 3             |               |  |   |               |               |               |  |
|  |                  |                           |                  |                        | 2 | Xinjiang Flying Tigers    | 3             |               |  |   |               |               |               |  |
|  |                  |                           | 3                | Dongguan Leopards      | 0 |                           |               |               |  |   |               |               |               |  |
|  | 3                | Dongguan Leopards         | 3                | Dongguan Leopards      | 0 | 3                         |               |               |  |   |               |               |               |  |
|  | 3                | Dongguan Leopards         |                  |                        |   |                           |               |               |  |   |               |               |               |  |
|  | 6                | Tianjin Golden Lions      | 1                |                        |   |                           |               |               |  |   |               |               |               |  |
|  | 6                | Tianjin Golden Lions      | 1                |                        |   |                           |               |               |  |   |               |               |               |  |
|  |                  |                           |                  |                        |   |                           |               |               |  |   |               |               |               |  |

## Finales
| Fecha               | Resultado                 | Pabellón          | Ciudad  |
| ------------------- | ------------------------- | ----------------- | ------- |
| 19 de marzo de 2014 | Xinjiang 75 vs 95 Beijing | Hongshan Arena    | Ürümqi  |
| 21 de marzo de 2014 | Xinjiang 86 vs 90 Beijing | Hongshan Arena    | Ürümqi  |
| 23 de marzo de 2014 | Beijing 81 vs 92 Xinjiang | MasterCard Center | Beijing |
| 26 de marzo de 2014 | Beijing 94 vs 88 Xinjiang | MasterCard Center | Beijing |
| 28 de marzo de 2014 | Beijing 80 vs 83 Xinjiang | MasterCard Center | Beijing |
| 30 de marzo de 2014 | Xinjiang 88 vs 98 Beijing | Hongshan Arena    | Ürümqi  |

## Galardones
| Premio                   | Jugador         | Equipo                    | Ref |
| ------------------------ | --------------- | ------------------------- | --- |
| MVP local de la CBA      | Yi Jianlian     | Guangdong Southern Tigers |     |
| MVP extranjero de la CBA | Lester Hudson   | Liaoning Flying Leopards  |     |
| MVP de las Finales       | Randolph Morris | Beijing Ducks             |     |